# Unió Catalana d'Hospitals
La Unió Catalana d'Hospitals és una associació d'empreses que presten serveis en l'àmbit sanitari i social. Fou creada el 1975 amb el nom d'Unió Catalano-Balear d'Hospitals. Va rebre la creu de Sant Jordi l'any 2010.
La Unió representa més de cent entitats sanitàries i socials que presten atenció hospitalària, atenció primària, salut mental, atenció a la dependència i atenció sociosanitària. Aquestes entitats tenen diversa forma jurídica: fundacions, ordres religiosos, titularitat pública, associacions, mutualitats i mercantils.
El Pla Estratègic 2016-2020 fixa que la missió de La Unió és servir als associats i influint en la millora del model sanitari i social català, en benefici de la societat. La Unió vol ser l'associació d'entitats referent en la transformació del sistema sanitari i social per a la millora de la salut i la qualitat de la vida de les persones amb valors com ara el compromís, la independència, la diversitat, la professionalitat i la innovació.
En aquest marc, La Unió impulsa el projecte +Futur, un exercici de prospectiva, en col·laboració amb les entitats associades i amb la participació de diferents agents del sector, que té com a objectiu impulsar accions en l'àmbit sanitari i social que permetin a les organitzacions i els professionals avançar-se a les necessitats de futur i millorar, així, l'atenció a les persones. Tot això, amb una mirada oberta al món. De cara al 2020, l'entitat organitzarà el 44 Congrés Mundial d'Hospitals que promou la International Hospital Federation.